# حارة الطنابر (مسلسل تلفزيوني)
مسلسل سوري عرض في رمضان 2013

## عن المسلسل
مسلسل سوري بيئة شامية كوميدي يرصد العمل ثلاثينات القرن الماضي تم عرضه في رمضان 2013 عرض على قناة مجان وعلى قناة سوريا دراما من أخراج فادي سليم أنتاج شركة Golden Line .

### الحلقات
- الحلقة الأولى : الطلاق
- الحلقة الثانية : ختم المختار
- الحلقة الثالثة : العراف
- الحلقة الرابعة : حسن السلوك
- الحلقة الخامسة : حجابات الوردة أم عزو
- الحلقة السادسة : أرملة الحارة
- الحلقة السابعة : شاهد زور
- الحلقة الثامنة : خطبة عدولة
- الحلقة التاسعة : انتخابات المختار
- الحلقة العاشرة : أطلاق السراح
- الحلقة الحادية عشر : يوم الخميس
- الحلقة الثانية عشر : المخطط التنضيمي
- الحلقة الثالثة عشر : الوليمة
- الحلقة الرابعة عشر : إرث أبو شاكر
- الحلقة الخامسة عشر : أعترافات
- الحلقة السادسة عشر : جهاز كشف الحبل
- الحلقة السابعة عشر : موافق دفوعة
- الحلقة الثامنة عشر : الحكواتي
- الحلقة التسعة عشر : الإضراب
- الحلقة العشرون  : الهدنة
- الحلقة الحادية والعشرين : الفرج
- الحلقة الثانية والعشرون : العقاب الجماعي
- الحلقة الثالثة والعشرون : معتقلين كونتنامو
- الحلقة الرابعة والعشرون : حواجز أمنية
- الحلقة الخامسة والعشرون : لوية ذراع
- الحلقة السادسة والعشرون : الهيجان
- الحلقة السابعة والعشرون : رد أعتبار
- الحلقة الثامنة والعشرون : الذهب الأسود
- الحلقة التاسعة والعشرون : الزائر
- الحلقة الثلاثون : مول الحارة
- الحلقة الحادية والثلاثون : طرد الغريب

## أبطال المسلسل
- أيمن رضا
- سلمى المصري
- زهير رمضان
- رامز الأسود
- نوار بلبل
- رواد عليو
- مرح جبر
- علي كريم
- نزار أبو حجر
- عدنان أبو الشامات
- رنا شميس
- تولين البكري
- أمانة والي

### ضيوف الحلقات
- محمد خير الجراح
- غادة بشور
- شادي زيدان
- سليم كلاس
- محمد قنوع
- باسل حيدر

### أبطال الطنابر
- طارق مرعشلي
- هيا مرعشلي
- أسامة حلال
- لينا دياب
- يزن السيد
- أحمد رافع
- أحمد خليفة

## مكان التصوير
كان مكان التصوير في أحد حارات دمشق.